# Olivia (nome)
Olivia  è un nome proprio di persona italiano femminile.

## Varianti
- Maschili: Olivio[2][3][4]

### Varianti in altre lingue
- Asturiano: Ouliva[7]
- Catalano: Olívia[7]
- Ceco: Olivie[1]
- Danese: Olivia[1]
  - Ipocoristici: Vivi[1]
- Finlandese: Olivia[1]
- Francese: Olivie[1]
- Inglese: Olivia[1][6], Olyvia[1], Alivia[1]
  - Ipocoristici: Liva[1], Livia[1][8], Liv[1], Livvy[1][8], Ollie[1]
- Norvegese: Olivia[1]
  - Ipocoristici: Vivi[1]
- Polacco: Oliwia[1]
- Portoghese: Olívia[1]
- Slovacco: Olívia[1]
- Spagnolo: Olivia[1][7]
- Svedese: Olivia[1]
  - Ipocoristici: Vivi[1]
- Tedesco: Olivia[1]
- Ungherese: Olívia[1]

## Origine e diffusione

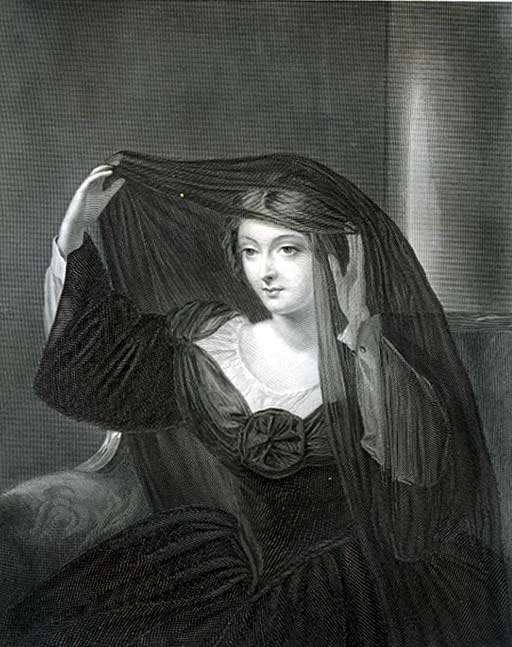
Olivia, di Charles Robert Leslie

Il nome appare per la prima volta nell'opera di Shakespeare La dodicesima notte (1602) e viene successivamente usato in altre opere, come Il vicario di Wakefield di Goldsmith; viene generalmente considerato una variante di Oliva (o di Oliviero), oppure un'elaborazione del latino oliva.
In Italia gode di una moderata diffusione, principalmente grazie all'associazione con la pianta dell'ulivo, che ha anche un ruolo importante nella cultura cristiana; è maggiormente attestato nella forma femminile che in quella maschile, ma entrambe sono subordinate in diffusione ad Olivo ed Oliva. Nella cultura inglese è attestato sin dal XVIII secolo, ma si diffuse veramente solo nella seconda metà del XX secolo. Riguardo agli Stati Uniti, la sua popolarità fu notevolmente aiutata da un personaggio così chiamato nella serie televisiva Una famiglia americana, e al 2011 deteneva ancora il quarto posto nella classifica dei nomi più usati per le nuove nate.

## Onomastico
Si può festeggiarne l'onomastico il 1º novembre, in occasione di Ognissanti, oppure in concomitanza con quello di Oliva o di Oliviero, da cui potrebbe essere derivato. Esiste anche una Sant'Oliva di Brescia conosciuta come Sant'Olivia il 5 marzo.

## Persone
- Olivia, cantautrice giapponese

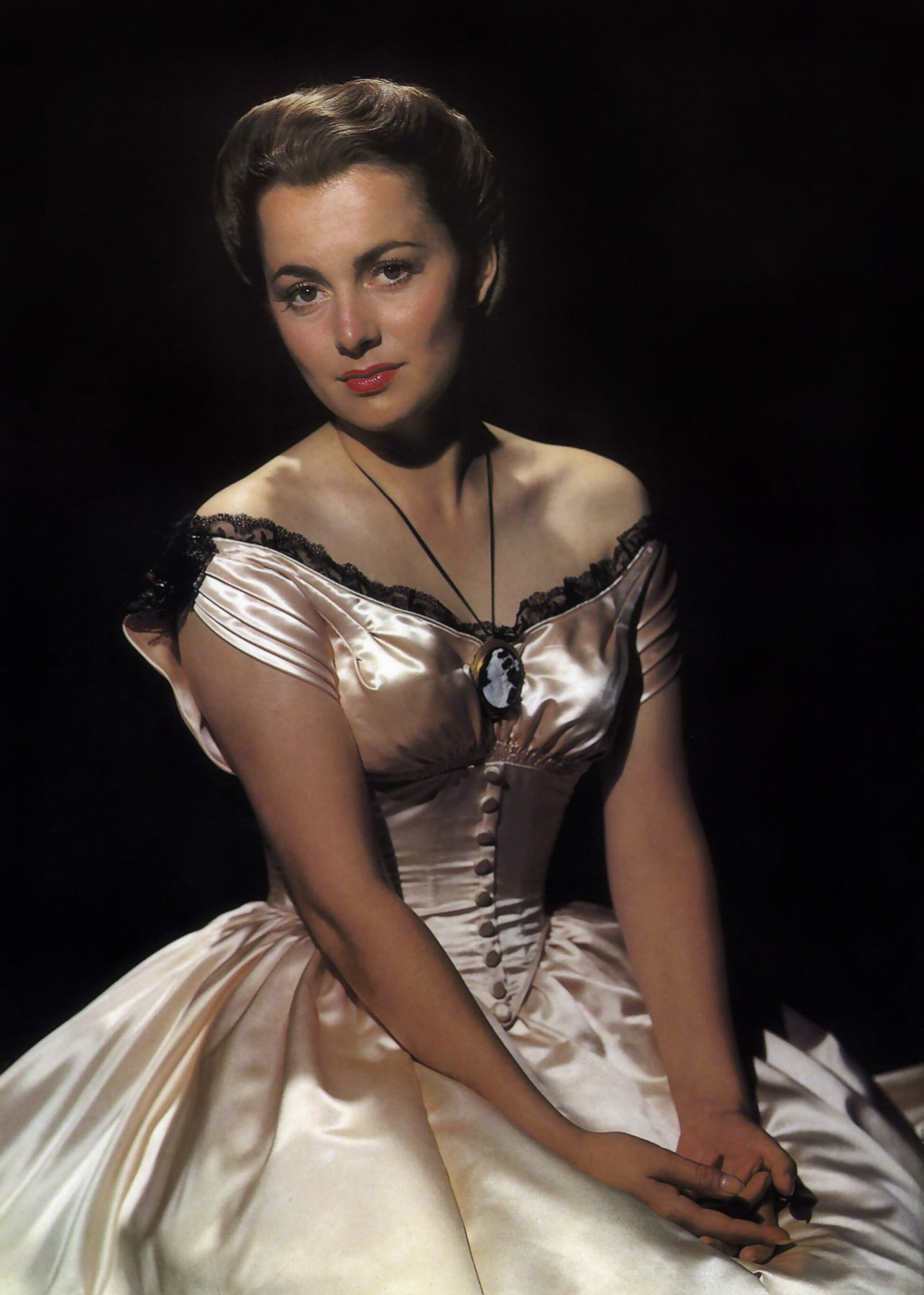
Olivia de Havilland

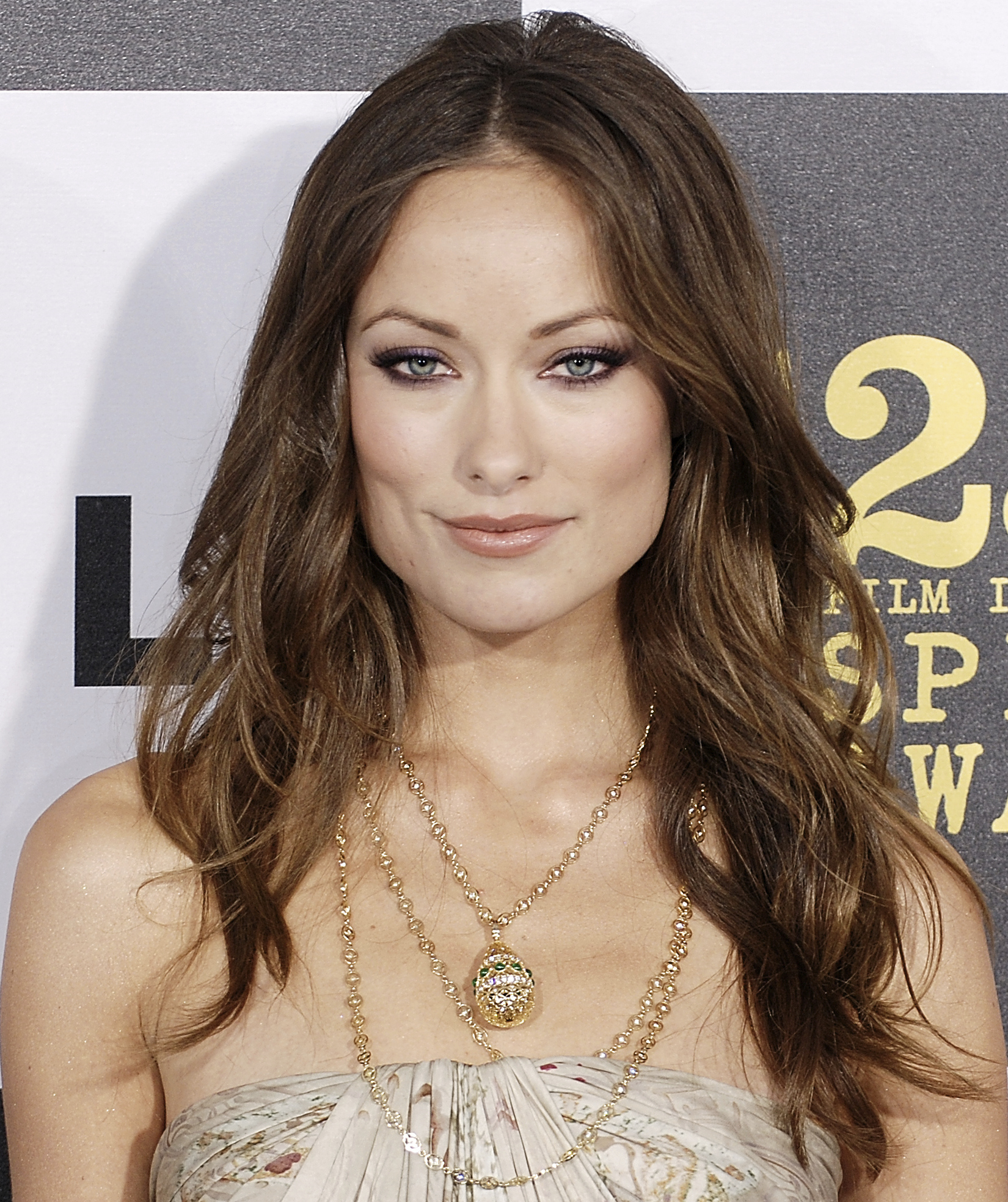
Olivia Wilde

- Olivia Bertrand, sciatrice alpina francese
- Olivia Colman, nome d'arte di Sarah Caroline Colman, attrice britannica
- Olivia Culpo, modella statunitense
- Olivia d'Abo, attrice britannica
- Olivia de Havilland, attrice britannica naturalizzata statunitense
- Olivia Holt, attrice statunitense
- Olivia Hussey, attrice argentina naturalizzata britannica
- Olivia Manescalchi, attrice e doppiatrice italiana
- Olivia Munn, modella, attrice e showgirl statunitense
- Olivia Newton-John, cantante e attrice britannica naturalizzata australiana
- Olivia Ong, cantante singaporiana naturalizzata taiwanese
- Olivia Palermo, attrice, modella e blogger statunitense
- Olivia Rodrigo, cantautrice e attrice statunitense
- Olivia Rogowska, tennista australiana
- Olivia Rosenthal, scrittrice, saggista e drammaturga francese
- Olivia Ruiz, cantante e attrice francese
- Olivia Thirlby, attrice statunitense
- Olivia Wilde, attrice statunitense
- Olivia Williams, attrice britannica

### Variante maschile Olivio
- Olivio da Rosa, calciatore brasiliano
- Olivio Sozzi, pittore italiano

## Il nome nelle arti
- Olivia è una canzone di Rasmus Seebach.
- Olivia è una canzone dell'album Made in the A.M. degli One Direction.
- Olivia è un personaggio della serie animata Giust'in tempo.
- Olivia Benson è un personaggio della serie televisiva Law & Order - Unità vittime speciali.
- Olivia Cuni è un personaggio del romanzo di Niccolò Ammaniti Io e te, e dell'omonimo film da esso tratto, diretto da Bernardo Bertolucci.
- Olivia Flaversham è la tritagonista del classico Disney Basil l'investigatopo (1986).
- Olivia Dunham è un personaggio della serie televisiva Fringe.
- Olivia Fritzenwalden è un personaggio della telenovela Flor - Speciale come te.
- Olivia Goodspeed è un personaggio della serie televisiva Lost.
- Olivia Kendall è un personaggio della serie televisiva I Robinson.
- Olivia "Liv" Moore è la protagonista della serie televisiva iZombie.
- Olivia Oyl è un personaggio della serie Braccio di ferro.
- Olivia Parker è un personaggio della serie televisiva The Vampire Diaries.
- Olivia Pope è un personaggio della serie televisiva Scandal.
- Olivia Spencer è un personaggio della soap opera Sentieri.
- Olivia Walton è un personaggio della serie televisiva Una famiglia americana.